# Rovník (film)
Rovník (v originále Équateur) je francouzsko- německo-gabonský hraný film z roku 1983, který režíroval Serge Gainsbourg podle románu Georgese Simenona Le Coup de lune. Snímek měl světovou premiéru na filmovém festivalu v Cannes dne 9. května 1983.

## Děj
Joseph Timar odjíždí plný nadšení do kolonie, ale hned po svém příjezdu do Gabonu pocítí jistý neklid. Usadí se v jediném evropském hotelu v přístavu Libreville, který provozují manželé Renaudovi. Od prvního dne se mu nabízí jeho šéfka Adèle, které pomalu umírá manžel.
Druhý den je spáchána vražda. Obětí je mladík, se kterým se Adèle předchozí večer pohádala. Timar ji dokonce zahlédl, jak za ním běží do noci.
Mezitím Adèle zemřel manžel. Přesvědčí Timara, aby využil podpory vlivného strýce k získání lesní koncese. Má vše naplánované a smlouva je brzy podepsána. Usadí se společně na venkově, kde se však Josepha stále více zmocňuje prázdnota. Když Adèle odjede svědčit k soudu kvůli vraždě, Joseph se vydá s ní rozhodnutý u soudu odhalit rozsáhlý podvod, kterého byl svědkem. Následně se vrací otupělý zpět do Evropy.

## Obsazení
| Barbara Sukowa      | Adèle            |
| Francis Huster      | Timar            |
| Jean Bouise         | prokurátor       |
| Reinhard Kolldehoff | Eugène Schneider |
| Julien Guiomar      | Bouilloux        |
| François Dyrek      | dozorce          |